# Hưng Lộc, Hậu Lộc
Hưng Lộc là xã ven biển thuộc huyện Hậu Lộc, tỉnh Thanh Hóa, Việt Nam.

## Diện tích và dân số
Xã Hưng Lộc có diện tích 5,35 km².
Dân số của xã Hưng Lộc:
- Theo Tổng điều tra dân số năm 1999: 11.619 người[1].
- Theo Tổng điều tra dân số năm 2009: 12.148 người với 2.689 hộ gia đình, gồm 5.984 nam và 6.164 nữ[2].

## Địa giới hành chính
Xã Hưng Lộc nằm ở phía đông của huyện Hậu Lộc, thuộc hữu ngạn sông Lèn.
- Phía đông giáp xã Đa Lộc, huyện Hậu Lộc và vịnh Bắc Bộ;
- Phía nam giáp các xã Ngư Lộc và Minh Lộc, huyện Hậu Lộc;
- Phía tây giáp các xã Hoa Lộc, Liên Lộc, huyện Hậu Lộc và xã Nga Thạch, huyện Nga Sơn;
- Phía bắc giáp xã Nga Thạch, huyện Nga Sơn.

## Hành chính
Xã Hưng Lộc được chia thành 6 thôn: Hưng Phú, Mỹ Thịnh, Kiến Long, Phú Nhi, Phú Lương, Yên Hoà.